# Прапор Дубна
Пра́пор Ду́бна затверджений 19 червня 1998 року рішенням № 32 Дубенської міської ради.

## Опис
Квадратне полотнище, на синьому тлі вертикально розташовані жовті фігури — 6-променева зірка, під нею півмісяць, над ними — острога; від древка та з вільного краю прапор має жовті лиштви (шириною у 1/5 сторони прапора).

## Автори
Автор проекту прапора  — А. Гречило.